# Wolf Hall (telessérie)
Wolf Hall é uma série de televisão britânica dirigida por Peter Kosminsky e escrita por Peter Straughan adaptado de dois dos romances de Hilary Mantel, Wolf Hall e Bring Up the Bodies uma biografia fictícia documentando a rápida ascensão ao poder de Thomas Cromwell na corte de Henrique VIII até a morte de Sir Thomas More, seguida do sucesso de Cromwell em libertar o rei de seu casamento com Ana Bolena. Wolf Hall foi transmitido pela primeira vez em abril de 2015 nos Estados Unidos na PBS e na Austrália na BBC First.
A série foi um sucesso de crítica e recebeu oito indicações no 67º Primetime Emmy Awards e três indicações no 73º Globo de Ouro, ganhando o prêmio de melhor minissérie ou telefilme.

## Sinopse
A série aborda a ascensão e queda de Cromwell (Mark Rylance), filho de ferreiro que acabou se transformando em um dos homens mais poderosos da Inglaterra do século XVI. Nomeado o Primeiro Duque de Essex e Primeiro Ministro do Rei Henrique VIII (Damian Lewis), Cromwell auxiliou o monarca na separação de Catarina de Aragão e seu casamento com a polêmica Ana Bolena.

## Elenco
- Mark Rylance como Thomas Cromwell[1][2]
- Damian Lewis como Henrique VIII[3][4]
- Claire Foy como Anne Boleyn
- Bernard Hill como Duque de Norfolk
- Anton Lesser como Thomas More
- Mark Gatiss como Stephen Gardiner
- Mathieu Amalric como Eustache Chapuys
- Joanne Whalley como Catarina de Aragão
- Jonathan Pryce como Cardeal Wolsey
- Thomas Brodie-Sangster como Rafe Sadler
- Tom Holland como Gregory Cromwell
- Harry Lloyd como Harry Percy
- Jessica Raine como Jane Rochford
- Saskia Reeves como Johane Williamson
- Charity Wakefield como Mary Boleyn
- Edward Holcroft como George Boleyn